# Killeberg
Killeberg is een dorp in de gemeente Osby in het noordoosten van de zuidelijkste provincie van Zweden: Skåne län. Het dorp heeft een inwoneraantal van 575 (2005) en een oppervlakte van 107 hectare.

## Verkeer en vervoer
Bij de plaats lopen de Riksväg 23 en Länsväg 121.
De plaats heeft ook een station op de spoorlijn Katrineholm - Malmö.
Osby · Lönsboda · Killeberg